# Friedrich Wilhelm von Thurn und Taxis
Prinz Friedrich Wilhelm von Thurn und Taxis  (* 29. Januar 1805 in Regensburg; † 7. September 1825 in Dischingen-Trugenhofen) war ein preußischer Soldat und Offizier.
Mit dem Tod seines Großvaters Karl Anselm von Thurn und Taxis am 13. November 1805 rückte er auf den zweiten Platz in der fürstlichen Nachfolge im Hause Thurn und Taxis und damit bis zur Mediatisierung auch im Reichsfürstentum Buchau, sowie in der Fürstenwürde von Krotoszyn, und im Erblehen des Reichserbgeneralpostmeisters inklusive Virilstimme, bzw. seit 1808 des Kronoberstpostmeisters im Königreich Bayern.

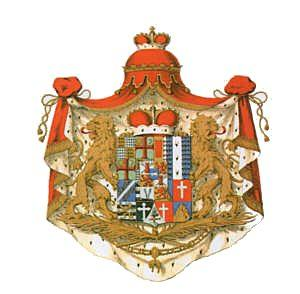
Wappen des Fürstenhauses von Thurn und Taxis

## Herkunft und Familie
Er wurde als siebtes und jüngstes Kind des Fürsten Karl Alexander von Thurn und Taxis, Fürsten des Reichsfürstentum Buchau und von Krotoszyn, und dessen Ehefrau Therese Mathilde, Herzogin von Mecklenburg-Strelitz, Schwester der Königin Luise von Preußen, am 29. Januar 1805 im so genannten Inneren Palais (heute fürstliches Schloss St. Emmeram) geboren.
Zu seiner Taufe war die Prinzessin von Polen angereist. Sein Taufpate war sein Onkel, der preußische König Friedrich Wilhelm III.
Seine Geschwister waren:
- Charlotte Luise (* 24. März 1790; † 22. Oktober 1790),
- Georg Karl (* 26. März 1792; † 20. Januar 1795),
- Maria Theresia (* 6. Juli 1794; † 18. August 1874)
- Luise Friederike (* 29. August 1798; † 1. Dezember 1798)
- Maria Sophia Dorothea (* 4. März 1800; † 20. Dezember 1870),
- Maximilian Karl (* 3. November 1802; † 10. November 1871).

Fürst Paul III. Anton Esterházy de Galantha war seit 1812 sein Schwager.

## Leben
Friedrich Wilhelm trat als Leutnant in das Regiment der Gardes du Corps der Preußischen Armee ein, nachdem er zuvor mit seinem Bruder einige Jahre das Erziehungsinstitut des Schweizer Pädagogen Philipp Emanuel von Fellenberg in Hofwil besucht hatte.
Der neben seinem älteren Bruder, dem Erbprinzen, einzige Sohn des Fürsten, der das Kindesalter überlebte, starb durch einen Jagdunfall zu Pferde.
Friedrich Wilhelm hatte sich in seine Cousine Auguste von Solms-Braunfels verliebt. Sie war eine Tochter seiner Tante Friederike von Mecklenburg-Strelitz, der Königin von Hannover. Es soll sogar eine heimliche Verlobung gegeben haben, die der Prinz überraschend wieder löste, was Prinzessin Auguste in Depressionen stürzte und Königin Friederike derart zornig machte, dass zeitweise sogar das Verhältnis zu Friedrich Wilhelms Mutter, ihrer Schwester, gestört war.
Der verstorbene Prinz wurde in Regensburg zu St. Emmeram in der Fürstengruft des Hauses Thurn und Taxis beigesetzt.